# El soldado americano
El soldado americano (Der amerikanische Soldat) es una película alemana dirigida por Rainer Werner Fassbinder, lanzada en 1970.

## Trama
La policía contrata al germano-estadounidense Ricky, un criminal y veterano de Vietnam, para asesinar a unos delincuentes.

## Ficha técnica
Esta ficha técnica proviene del trabajo Fassbinder  .
- Título: El soldado americano
- Título original: Der amerikanische Soldat
- Dirección: Rainer Werner Fassbinder
- Guion: Rainer Werner Fassbinder
- Fotografía: Dietrich Lohmann
- Montaje: Thea Eymèsz
- Decorados: Kurt Raab, Rainer Werner Fassbinder
- Música: Peer Raben
- Producción: antitheater-X-Film
- Distribuidora: Filmverlag der Autoren (35 mm)/AV-Film (16 mm)
- País de origen: Alemania Occidental
- Idioma: alemán
- Duración del rodaje: 15 días (agosto de 1970)
- Lugar de rodaje: Múnich
- Presupuesto: aprox. 280.000 DM
- Formato: Blanco y negro - 35 mm - 1.33:1 - Sonido: Mono
- Género: Película dramática
- Duración: 80 minutos (1 h 40)
- Fecha de estreno:
  - Alemania Occidental: 9 de octubre de 1970 (Festival Internacional de Cine de Mannheim-Heidelberg) / 27 de noviembre de 1970 (estreno nacional)

## Elenco
- Karl Scheydt: Ricky
- Elga Sorbas: Rosa
- Jan George: Jan
- Margarethe von Trotta: la criada
- Hark Bohm: Doc
- Ingrid Caven: la cantante
- Eva Ingeborg Scholz: la madre de Ricky
- Kurt Raab: hermano de Ricky
- Marius Aicher: policía
- Gustl Datz: jefe de policía
- Marquard Bohm: detective privado
- Rainer Werner Fassbinder: Franz
- Katrin Schaake: Magadalena Fuller
- Ulli Lommel: gitana
- Irm Hermann: una prostituta